# Makut Rajakumarn
Makut Rajakumarn (taj.: เรือหลวงมกุฎราชกุมาร) – fregata marynarki wojennej Tajlandii z okresu powojennego, zbudowana w Wielkiej Brytanii, będąca pojedynczym okrętem swojego typu. Stanowiła okręt flagowy Królewskiej Marynarki Wojennej Tajlandii. Weszła do służby w 1973 roku Nosiła numer burtowy: 7, następnie 433.

## Zamówienie i budowa
Fregata „Makut Rajakumarn” została zamówiona przez Tajlandię 21 sierpnia 1969 roku w brytyjskiej stoczni Yarrow & Co w Scotstoun (część Glasgow), w ramach programu unowocześnienia Królewskiej Marynarki Wojennej Tajlandii, której większe jednostki do tej pory stanowiły stare okręty pochodzące z II wojny światowej. Jednocześnie została wyposażona do pełnienia roli okrętu flagowego tajskiej floty. Należała do typu opracowanego przez stocznię Yarrow na eksport, w celu uzyskania stosunkowo niewielkiego i niedrogiego nowoczesnego wielozadaniowego okrętu o dużych możliwościach bojowych i wysokim stopniu zautomatyzowania, który pozwolił na ograniczenie liczebności załogi. Stanowiła rozwinięcie konstrukcji zbudowanej wcześniej dla Malezji mniejszej fregaty „Rahmat”.
Stępkę pod budowę okrętu położono 11 stycznia 1970 roku, a kadłub wodowano 18 listopada 1971 roku. Wszedł on do służby 7 maja 1973 roku.

## Opis

### Architektura i kadłub

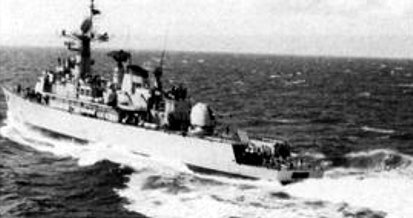
„Makut Rajakumarn” w 1983

Okręt miał kadłub gładkopokładowy, z górnym pokładem obniżającym się o jeden poziom dopiero na samej rufie. Całe śródokręcie zajmowała długa grupa nadbudówek, z przeszklonym pomostem nawigacyjnym w przedniej części i pojedynczym szerokim kominem za środkiem długości. Na pokładzie dziobowym i rufowym umieszczone były wieże dział uniwersalnych. Sylwetkę uzupełniał piramidowy maszt stanowiący podstawę dla anten radarów na dachu nadbudówki dziobowej oraz niższa podstawa dla radaru dozoru ogólnego przed kominem.
Wyporność standardowa była określona na 1650 długich ton (ts), a pełna 1900 ts. Długość całkowita wynosiła 97,6 m, długość między pionami 93 m, a szerokość 11 m. Zanurzenie, w różny sposób liczone, podawane jest jako 4,7 m lub 5,5 m.
Załoga składała się ze 140 osób, w tym 16 oficerów.

### Uzbrojenie
Główne uzbrojenie artyleryjskie stanowiły dwie armaty uniwersalne kalibru 114 mm (4,5 cala) Mk 8 produkcji Vickersa, w dwóch zamkniętych wieżach na pokładzie dziobowym i rufowym. Miały lufy o długości 55 kalibrów (L/55). Donośność wynosiła 22 km, a przeciw celom powietrznym 6 km. Strzelały pociskami o masie 21 kg, a szybkostrzelność sięgała 25 strz./minutę.
Uzbrojenie przeciwlotnicze początkowo stanowiła także poczwórna wyrzutnia pocisków przeciwlotniczych bliskiego zasięgu Sea Cat na nadbudówce w części rufowej. Podczas modernizacji w latach 1985–88 wyrzutnia ta jako przestarzała została zdjęta. Planowano daleko idącą modernizację, usunięcie rufowej wieży dział i zainstalowanie wyrzutni pocisków przeciwokrętowych Harpoon, zestawu obrony bezpośredniej Phalanx CIWS i wyrzutni pocisków przeciwlotniczych Sea Wolf albo Sea Sparrow, jednakże nie zostało to zrealizowane.
Uzbrojenie przeciwlotnicze uzupełniały dwie pojedyncze armaty automatyczne 40 mm Bofors L/60 na odkrytych stanowiskach na pokładzie nadbudówki po obu stronach komina. Miały one szybkostrzelność 120 strz./minutę i donośność do 10 km. W 1997 roku armaty te zastąpiono przez nowocześniejszą podwójnie sprzężoną armatę 40 mm Breda L/70 w wieży na końcu pokładu nadbudówki, w miejscu dawnej wyrzutni Sea Cat. Miały one szybkostrzelność 300 strz./minutę i donośność do 12,5 km. Uzupełniały je dwa działka 20 mm Oerlikon. 
Do zwalczania okrętów podwodnych służył trzylufowy miotacz bomb głębinowych Mk 10 Limbo na pokładzie rufowym. Miał on zasięg 1000 m i strzelał pociskami o masie głowicy 92 kg. Przed 2015 rokiem go usunięto. Uzbrojenie to uzupełniała jedna zrzutnia i dwa klasyczne miotacze bomb głębinowych. Miotacze te usunięto do lat 90, natomiast zrzutnia bomb głębinowych pozostała nadal. W 1997 roku natomiast okręt wyposażono w dwie trzyrurowe wyrzutnie Plessey PMW 49A dla lekkich torped przeciwpodwodnych Mk 46.

### Napęd
Siłownia okrętowa była w układzie CODOG i składała się z turbiny gazowej Rolls-Royce Olympus mocy szczytowej oraz marszowego silnika wysokoprężnego, pracujących rozłącznie i napędzających dwie śruby. Dla turbiny gazowej początkowo podawano moc 23 125 shp. W 1984 roku doszło do pożaru turbiny i została wymieniona na nową. Późniejsze roczniki fot podawały moc turbiny Olympus TM3B 22 500 hp (16,8 MW). Silnik był typu Crossley-Pielstick 12 PC2.2 V 400, o mocy 6000 KM. Napęd pozwalał na osiągnięcie prędkości maksymalnej 26 węzłów na turbinie gazowej lub 18 węzłów na silniku (prędkość ekonomiczna). Zasięg maksymalny wynosił odpowiednio 1200 lub 5000 mil morskich.